# تي بي. ووكر
تي بي. ووكر (بالإنجليزية: T. B. Walker)‏ هو مدرس أمريكي، ولد في 1 فبراير 1840 في زينيا في الولايات المتحدة، وتوفي في 28 يوليو 1928 في منيابولس في الولايات المتحدة.